# Beybienkoacris
Beybienkoacris is een geslacht van rechtvleugeligen uit de familie veldsprinkhanen (Acrididae). De wetenschappelijke naam van dit geslacht is voor het eerst geldig gepubliceerd in 2005 door Storozhenko.

## Soorten
Het geslacht Beybienkoacris  is monotypisch en omvat slechts de volgende soort:
- Beybienkoacris grigorii (Storozhenko, 2005)